# Wzgórze psów (serial telewizyjny)
Wzgórze psów – polski serial kryminalny w reżyserii Jacka Borcucha i Piotra Domalewskiego na podstawie powieści Jakuba Żulczyka o tym samym tytule, udostępniony 8 stycznia 2025 na platformie VOD Netflix.

## Fabuła
Mikołaj Głowacki (Mateusz Kościukiewicz), rozpoznawalny pisarz z bestsellerami na koncie, wraca po latach do swojego rodzinnego miasta na Dolnym Śląsku – Zyborka, próbując zmierzyć się z własną trudną przeszłością i dramatycznym zdarzeniem, którego był świadkiem. Pomaga mu w tym jego żona, dziennikarka Justyna (Jaśmina Polak), która emocjonalnie angażuje się w śledztwo.

## Obsada

### Główna
- Mateusz Kościukiewicz – Mikołaj Głowacki
- Jaśmina Polak – Justyna Głowacka, żona Mikołaja
- Robert Więckiewicz – Tomasz Głowacki, ojciec Mikołaja

### Drugoplanowa i epizodyczna
- Jan Dravnel – Sebastian Masłowski „Gizmo”
- Mirosława Lombardo – Czarna Pani
- Wojciech Skibiński – ksiądz Bernat
- Zofia Stafiej – Kaśka Masłowska
- Kamila Urzędowska – Daria Masłowska
- Wojciech Zieliński – Grzesiek Głowacki
- Helena Sujecka – Agata Głowacka
- Andrzej Konopka – komendant Krzysztof Dobociński
- Judyta Paradzińska-Górska – Grażyna Bernatowa
- Marek Sawicki – wojewoda
- Jakub Wieczorek – Piotr „Wariat”
- Mateusz Król – Jarecki
- Karolina Adamczyk-Oleszczuk – Elka Walinowska
- Maciej Charyton – Tymek
- Rafał Stachowiak – Johann Kalt
- Beata Buczek-Żarnecka – doktor Dobocińska
- Sasha Dragas – Tobek
- Magdalena Wójcik – burmistrzyni
- Agnieszka Niezgoda – gospodyni księdza
- Marcin Cieślikowski – kwiaciarz Maciuś

## Odcinki
| Odcinek | Reżyseria                       | Scenariusz                      | Premiera (Netflix) |
| ------- | ------------------------------- | ------------------------------- | ------------------ |
|         |                                 |                                 |                    |
| 1       | Jacek Borcuch, Piotr Domalewski | Jakub Żulczyk, Piotr Domalewski | 5 stycznia 2025    |
|         |                                 |                                 |                    |
| 2       | Jacek Borcuch, Piotr Domalewski | Jakub Żulczyk, Piotr Domalewski | 5 stycznia 2025    |
|         |                                 |                                 |                    |
| 3       | Jacek Borcuch, Piotr Domalewski | Jakub Żulczyk, Piotr Domalewski | 5 stycznia 2025    |
|         |                                 |                                 |                    |
| 4       | Jacek Borcuch, Piotr Domalewski | Jakub Żulczyk, Piotr Domalewski | 5 stycznia 2025    |
|         |                                 |                                 |                    |
| 5       | Jacek Borcuch, Piotr Domalewski | Jakub Żulczyk, Piotr Domalewski | 5 stycznia 2025    |
|         |                                 |                                 |                    |

## Produkcja
Zdjęcia do serialu powstawały w (za FilmPolski.pl):
- Warszawie,
- Gryfowie Śląskim,
- Wrocławiu,
- Pilchowicach,
- Lwówku Śląskim,
- Lądku Zdrój,
- Złotnikach Lubańskich,
- Złotym Stoku,
- Wieściszowicach,
- Świeradowie Zdroju,
- Milanówku,
- Nowym Dworze Mazowieckim,
- Rząsinach,
- Uboczu.